# Šimon Drgáč
Armádní generál Šimon Drgáč (8. listopadu 1892 Mutěnice – 28. června 1980 Praha) byl československý generál, legionář, prvorepublikový přednosta druhého oddělení Hlavního štábu a od Února 1948 až do roku 1951 náčelník Hlavního štábu čs. branné moci.

## Život

### Mládí
Šimon Drgáč se narodil 8. listopadu 1892 v Mutěnicích. Vystudoval klasické gymnázium v Brně. Dále studoval na Gregoriánské univerzitě v Římě, kterou ale nedokončil.

### 1. světová válka
Na začátku 1. světové války narukoval do rakousko-uherské armády. V červenci 1915 byl zajat na italské frontě. Zde vstoupil do Československých legií.

### První republika
Po návratu do nově vzniklého Československa se v roce 1919 účastnil bojů proti maďarské intervenci na Slovensko. Na Slovensku zůstal do roku 1922 v Banské Bystrici u 10. divize. V letech 1922 až 1923 studoval va Válečné škole v Praze a poté se vrátil zpět ke štábu 10. divize. V letech 1925 až 1927 působil jako přednosta 2. oddělení Zemského vojenského velitelství (ZVV) (zpravodajství) v Košicích a zároveň navštěvoval kurz kriminologie na Pedagogické fakultě Univerzity Karlovy v Praze. Funkci přednosty 2. odd. ZVV vykonával v letech 1927 až 1929 i v Praze. Od února 1929 do roku 1931 působil na pozici vojenského atašé ve Francii, Belgii a Švýcarsku a poté do roku 1933 ve funkci velitele praporu u pěšího pluku v Prešově.
Od 9. března 1934 do konce února 1936 působil Drgáč na Hlavním štábu Ministerstva národní obrany jako přednosta druhého oddělení. V této funkci připravil zásadní reorganizaci této zpravodajské služby a jako hlavní cíl zpravodajské činnosti určil nacistické Německo. Posílil ofenzivní zpravodajství vytvořením pátrací sekce P-1, rozšiřoval Předsunuté agenturní ústředny (PAÚ) a podepsal dohodu o součinnosti proti Německu se sovětskou GRU. V roce 1937 potom působil jako velitel praporu pěšího pluku v Hranicích. V letech 1937 až 1939 vykonával funkci náčelníka štábu hlavního inspektora.

### Okupace
Od března 1939, po okupaci Československa nacistickým Německem zastával funkci generálního tajemníka Národního souručenství. Zároveň se zapojil do odboje; společně se Z. Schmoranzem vytvořil z bývalých důstojníků 2. odd. HŠ zpravodajskou skupinu. Po jejím odhalení v srpnu 1939 byl zatčen gestapem a celou dobu 2. světové války vězněn v koncentračních táborech.

### Poválečné období
Po osvobození Československa nastoupil Drgáč v červnu 1945 do funkce velitele Vojenské akademie v Hranicích a zároveň vstoupil do KSČ. V roce 1948 byl povýšen do hodnosti sborového generála a nastoupil do Hlavního štábu MNO, kde působil do roku 1950; nejprve jako I. podnáčelník, poté jako zástupce náčelníka Hlavního štábu čs. branné moci a od 1. srpna 1948 ve funkci náčelníka tohoto štábu a člena Vojenského komitétu ÚV KSČ. V roce 1949 byl povýšen do hodnosti armádního generála.
V roce 1951 byl z armády propuštěn a rok na to zatčen a odsouzen v politickém procesu k odnětí svobody na 24 let. Do roku 1958 byl nezákonně vězněn. Rehabilitován byl v roce 1963.

## Vyznamenání
- 1930  Československá revoluční medaile

- 1931  Řád čestné legie, IV. třída – důstojník

- 1947  Kříž za chrabrost

- 1947  Řád Virtuti Militari, rytířský kříž

- Československá medaile Vítězství

- Československý válečný kříž 1939

- Československý válečný kříž 1914–1918